# Sunder Lal Hora
Sunder Lal Hora (född 2 maj 1896 i Hafizabad i Provinsen Punjab, död 8 december 1955 i Calcutta i Indien) var en indisk iktyolog. Han står som auktor för ett flertal fiskarter, bland dem till exempel Danio choprae (Hora, 1928), Devario acuticephala (Hora, 1921) och Esomus ahli (Hora & Mukerji, 1928). En familj risfiskar (Horaichthyidae, numera benämnd Adrianichthyidae) och dess enda släkte Horaichthys (numera benämnt Oryzias) har fått sina namn för att ära Sunder Lal Hora. Detsamma gäller karpfisken Devario horai.

## Biografi
Hora är bland annat känd för att ha lagt fram satpura-hypotesen där han hävdar att bergskedjan Satpurabergen i centrala Indien kan ha tjänat som en sorts biogeografisk "brygga" mellan Västra Ghats i västra Indien och Malackahalvön, som utgör den sydostligaste delen av Sydostasiens fastland. Detta skulle i så fall kunna förklara varför det finns en så stor likhet i flora och fauna mellan de båda områdena, trots att de befinner sig cirka 2 000 km ifrån varandra och till stora delar åtskiljs av Bengaliska viken. Hora jämförde tydliga likheter hos olika strömfiskar (främst Cheimarrichthys fosteri) med fiskarter på Malackahalvön och i Västra Ghats, och använde sina forskningsresultat för att söka föra i bevis att hans hypotes var riktig. Senare forskning har emellertid kunnat påvisa att dessa genetiska likheter är resultatet av så kallad konvergent evolution, och alltså utvecklats oberoende av varandra.